# (3102) Krok
(3102) Krok (1981 QA) – planetoida z grupy Amora okrążająca Słońce w ciągu 3,16 lat w średniej odległości 2,15 j.a. Odkryta 21 sierpnia 1981 roku.